# Ледаче навчання
У машинному навчанні, леда́че навча́ння (англ. lazy learning) — метод навчання, в якому здійснення узагальнення над тренувальними даними відкладається до тих пір, поки не буде зроблено запит до системи, на противагу до нетерплячого навчання, за якого система намагається узагальнити тренувальні дані до отримання запитів.
Основною перевагою, отримуваною від застосування методу ледачого навчання, такого як міркування на основі прецедентів, є те, що цільова функція апроксимуватиметься локально, наприклад, як у методі найближчих k-сусідів. Оскільки цільова функція апроксимується локально для кожного запиту до системи, системи ледачого навчання можуть одночасно розв'язувати декілька задач, і успішно справлятися зі змінами в предметній області.
Недоліки, пов'язані з ледачим навчанням, включають вимогу великого простору для зберігання всіх тренувальних даних. Особливо зашумлені тренувальні дані роблять непотрібне збільшення об'єму бази прецедентів, бо протягом тренувальної фази не здійснюється жодного абстрагування. Іншим недоліком є те, що методи ледачого навчання, зазвичай, є повільнішими в оцінці, хоч це й доповнюється швидшою фазою тренування.
Ледачі класифікатори є найкориснішими для великих наборів даних з малою кількістю атрибутів.